# 戀制服

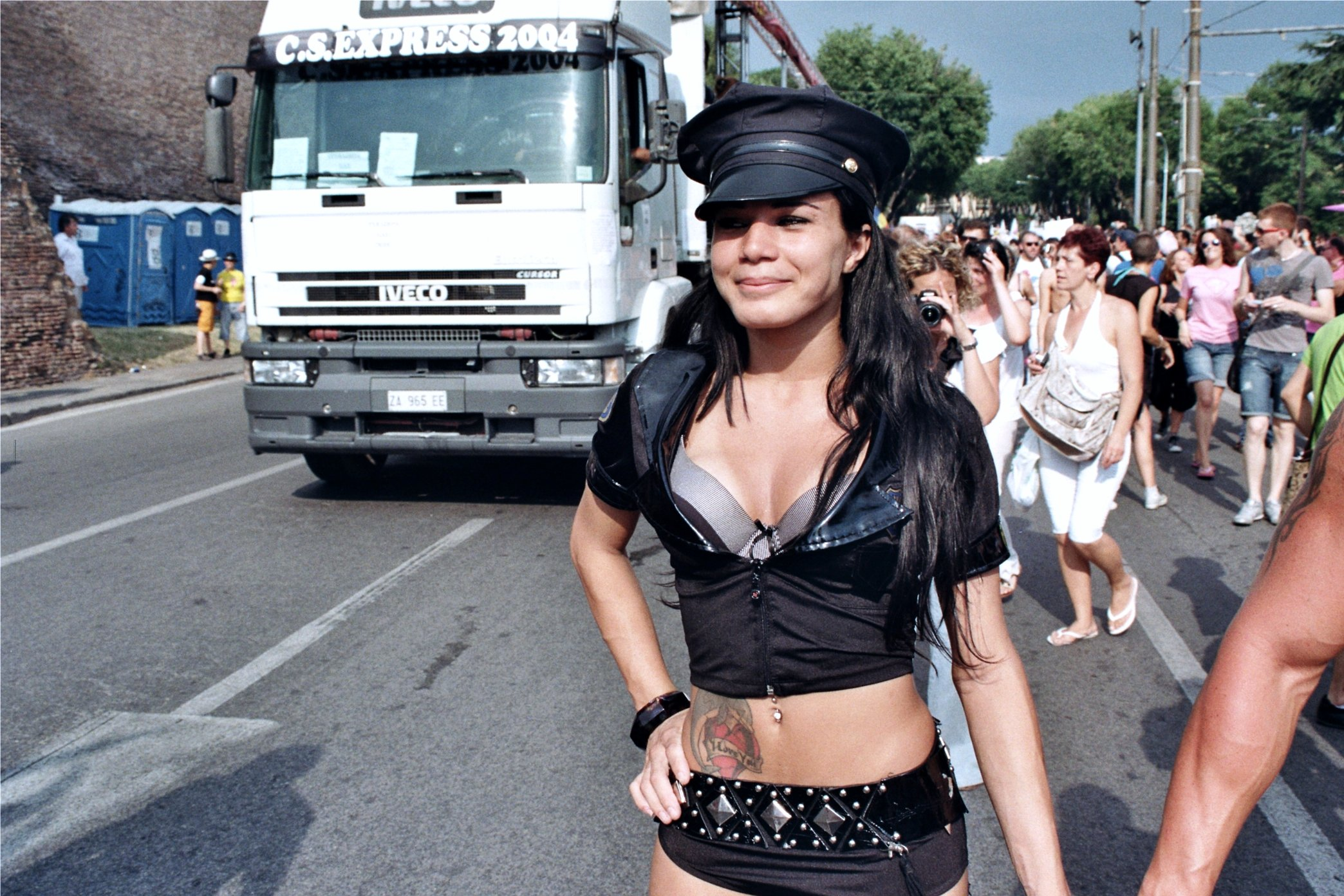
巴西成人女演員費爾南達·巴羅斯2010年出席巡遊活動時所穿的仿警察服式

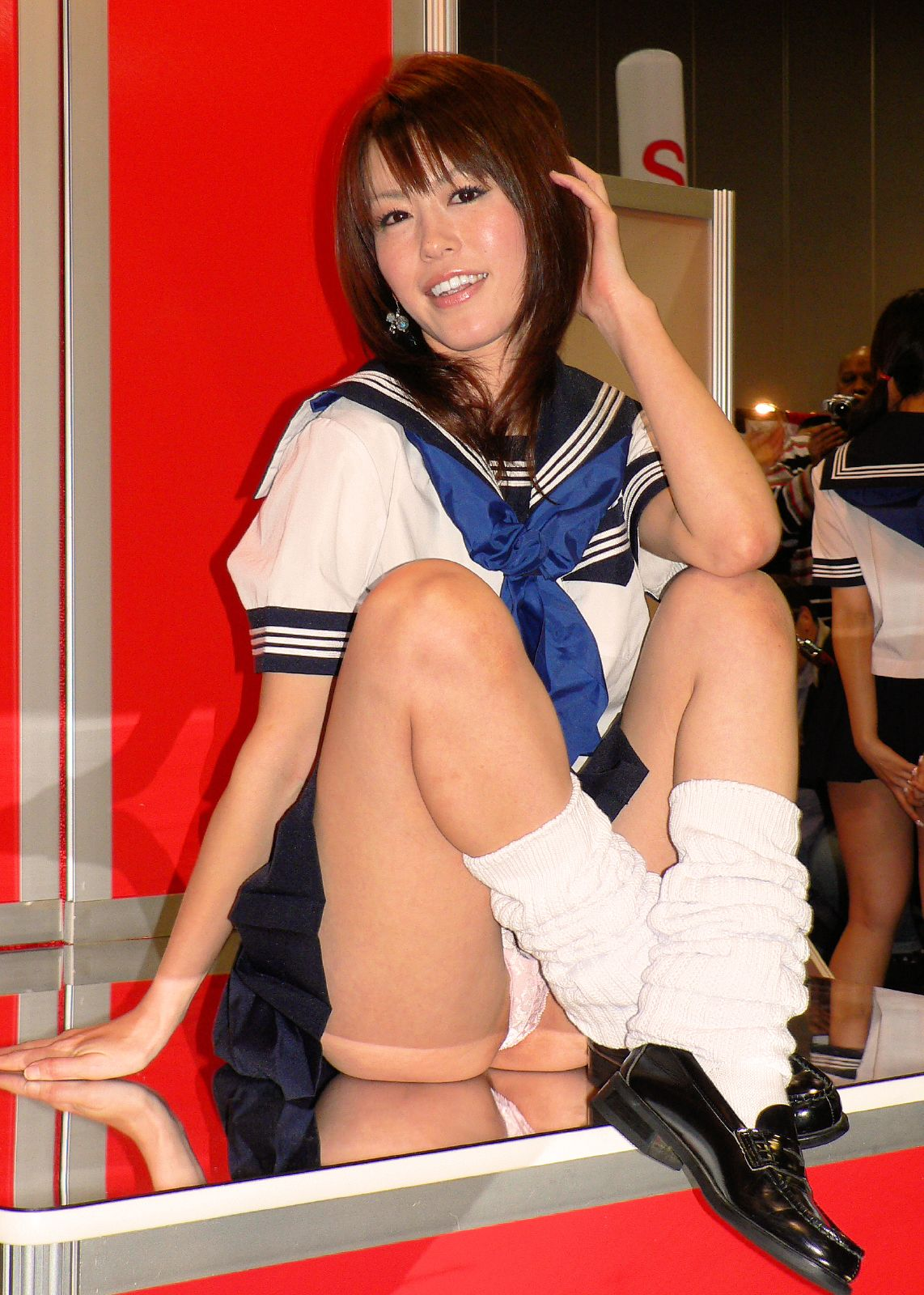
日本成人女星姬野愛身穿女子校服出席活動

戀制服是一種對於制服，例如學生運動服、學生制服、水手服、軍服、醫師袍、護士服、警察制服、空中服務員制服、女僕装、童軍制服、球衣等，甚至對在印刷品或者電子媒體上出現的制服圖像有特殊迷戀的行為。此種行為被稱為戀物癖的一種，在網絡語言中也叫制服控或制服誘惑。
戀制服者绝大多数无害他人，甚至对于制服对象十分关心、尊敬，但是也会在潜意识对穿制服者存在性或爱慕想法，现实中多会收藏制服，喜欢穿着含有制服的相似内容衣服。